# Конка дей Марини
Конка дей Марини (на италиански: Conca dei Marini) е град и община в Южна Италия.

## География
Конка дей Марини е малък морски курортен град в област (регион) Кампания на провинция Салерно. Разположен е на северния бряг на Салернския залив. На около 45 км в източна посока се намира провинциалния център Салерно. На около 50 км на северозапад е град Неапол. След Конка дей Марини в източна посока (на около 3 км) е град Аджерола. Той е град от Амалфийското крайбрежие. Население 738 жители по данни от преброяването към 1 април 2009 г.

## Икономика
Главен отрасъл в икономиката на Конка дей Марини е морският туризъм.